# Randall Bal
Randall Bal (ur. 14 listopada 1980 w Fair Oaks), amerykański pływak specjalizujący się w stylu grzbietowym, medalista mistrzostw Świata i rekordzista Świata.

## Rekordy świata
| Data           | Miejsce   | Konkurencja             | Rezultat | Status                          |
| -------------- | --------- | ----------------------- | -------- | ------------------------------- |
| 5 grudnia 2008 | Eindhoven | 50 m stylem grzbietowym | 24.33 s  | do 1 sierpnia 2009 Liam Tancock |